# Maison du Cerf Volant
La Maison du Cerf Volant ou Maison du Flûtiste (Het Vliegend Hert ou De Fluitspeler en néerlandais,,) est une maison classée de style baroque située au centre de la ville de Gand, dans la province de Flandre-Orientale en Belgique.
Elle doit sa double appellation aux bas-reliefs en terre cuite qui ornent sa façade.

## Localisation
La Maison du Cerf Volant est située au n° 81 du quai de la Grue (Kraanlei), un quai situé partiellement le long de la Lys.
Elle se dresse juste à côté d'une autre maison baroque remarquable du centre de Gand, la Maison des Sept Œuvres de Miséricorde.

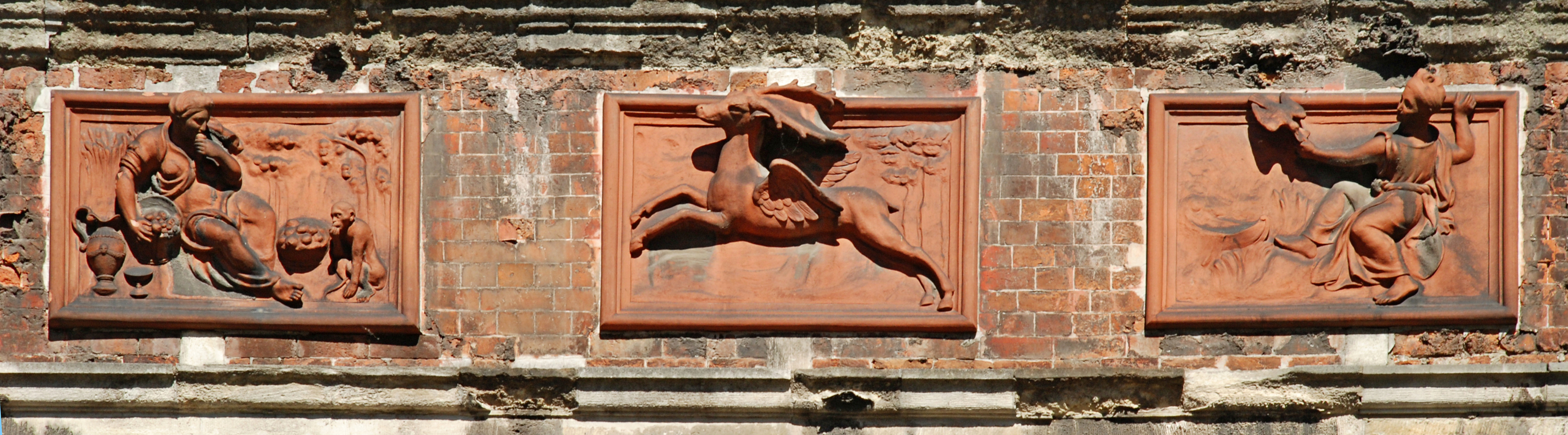
Bas-reliefs représentant le goût, le cerf volant et le toucher.

## Historique
Cette maison baroque a été construite en 1669, comme l'atteste le cartouche sur la façade.
Elle a été restaurée en 1917-1918 puis en 1931 par Amand Robert Janssens, un architecte qui a restauré plusieurs maisons historiques du centre de Gand comme la Maison De Beerie et la Maison Den Enghel.

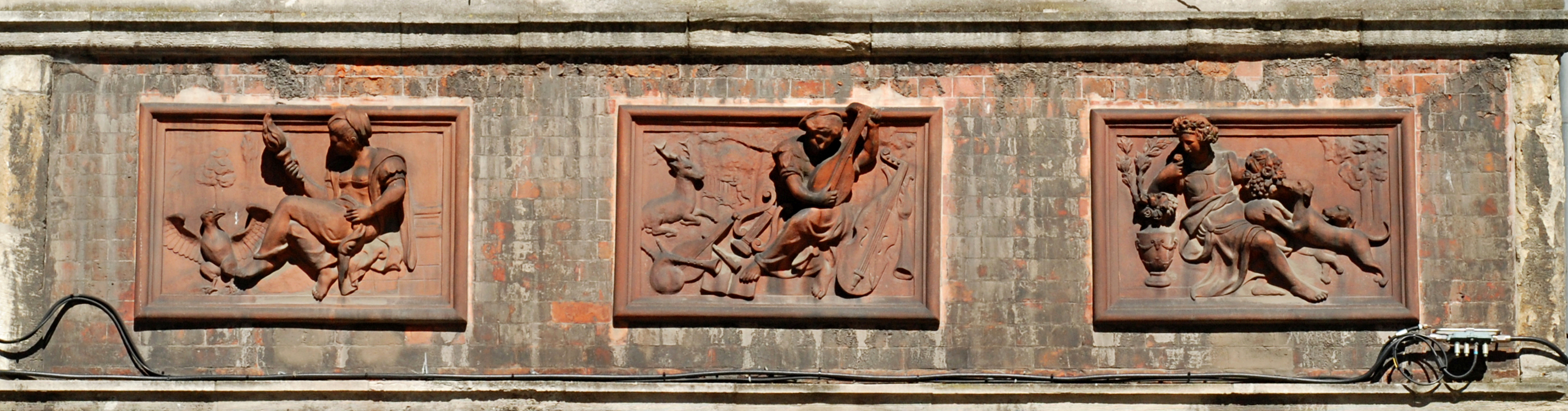
Bas-reliefs représentant la vue, l'ouïe et l'odorat.

## Classement
La maison est classée comme monument historique depuis le 3 septembre 1981 et figure à l'inventaire du patrimoine immobilier de la Région flamande sous la référence 25251.

## Architecture

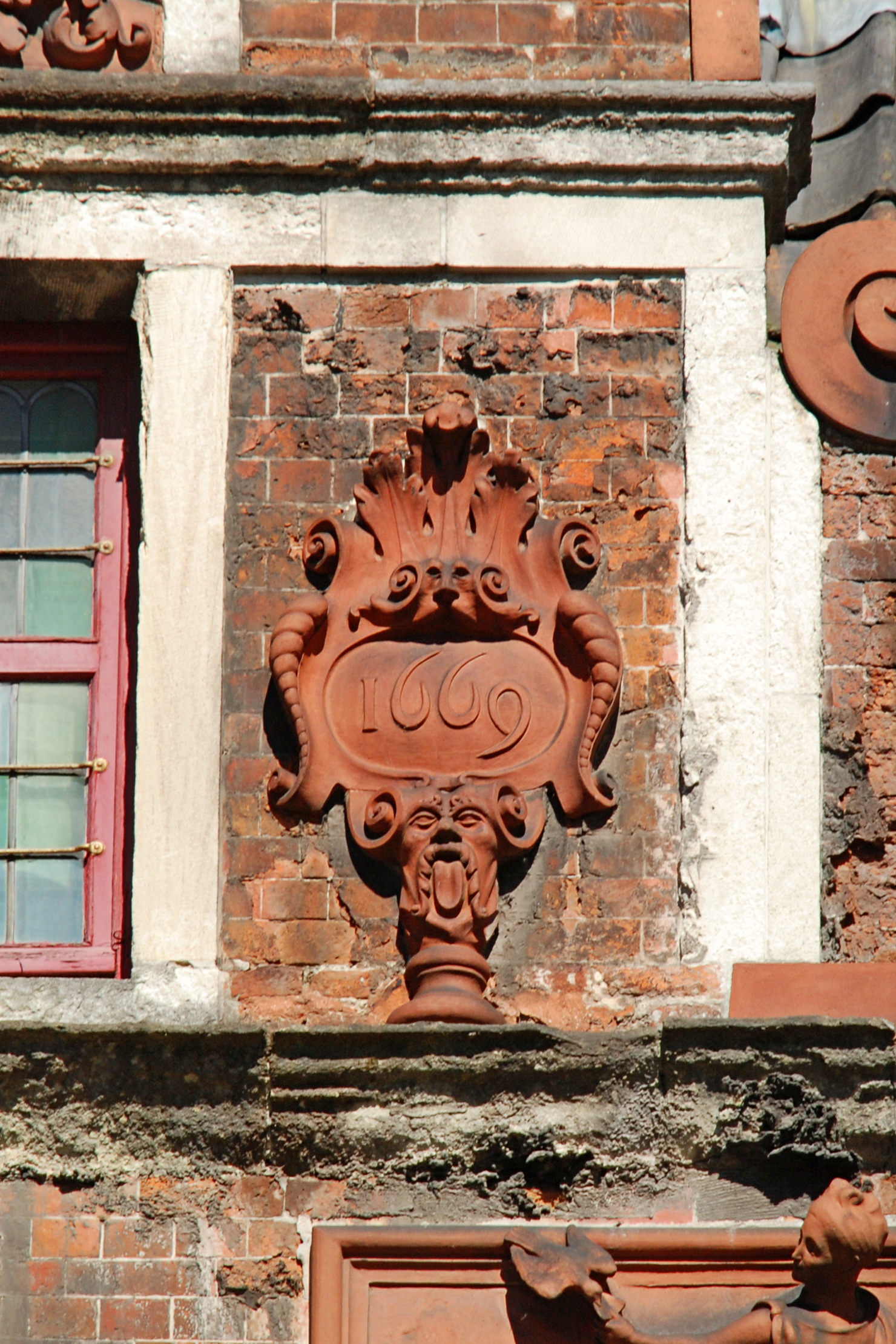
Cartouche « 1669 ».

La maison présente une façade de trois travées richement ornée combinant la brique, la pierre bleue, la pierre blanche (grès) et des bas-reliefs en terre cuite.
Le rez-de-chaussée, édifié en pierre blanche avec un soubassement en pierre bleue, est percé d'une porte et de deux fenêtres, toutes trois surmontées de fenêtres d'imposte à meneau de pierre.
Le premier étage est percé de trois fenêtres à croisée dont les allèges de briques sont ornées de bas-reliefs en terre cuite représentant trois des cinq sens, à savoir de gauche à droite : la vue, l'ouïe et l'odorat. 
Ces fenêtres sont surmontées de trois autres panneaux de briques ornés de bas-reliefs représentant le goût et le toucher, encadrant un bas-relief représentant un cerf ailé, qui donne un de ses deux noms à l'édifice.
La façade est couronnée par un pignon richement orné présentant de nombreuses décorations en terre cuite :
- volutes à feuilles d'acanthe et tête de lion ;
- cartouches « Anno » « 1669 » à feuilles d'acanthe et petits mascarons ;
- tête de bélier ;
- joueur de flûte, mascaron, angelot et guirlandes de fruits ;
- volutes surmontées de putti ;
- statues représentant la Foi, l'Espoir et l'Amour (sous la forme de la Vierge à l'Enfant qui couronne le petit fronton triangulaire).

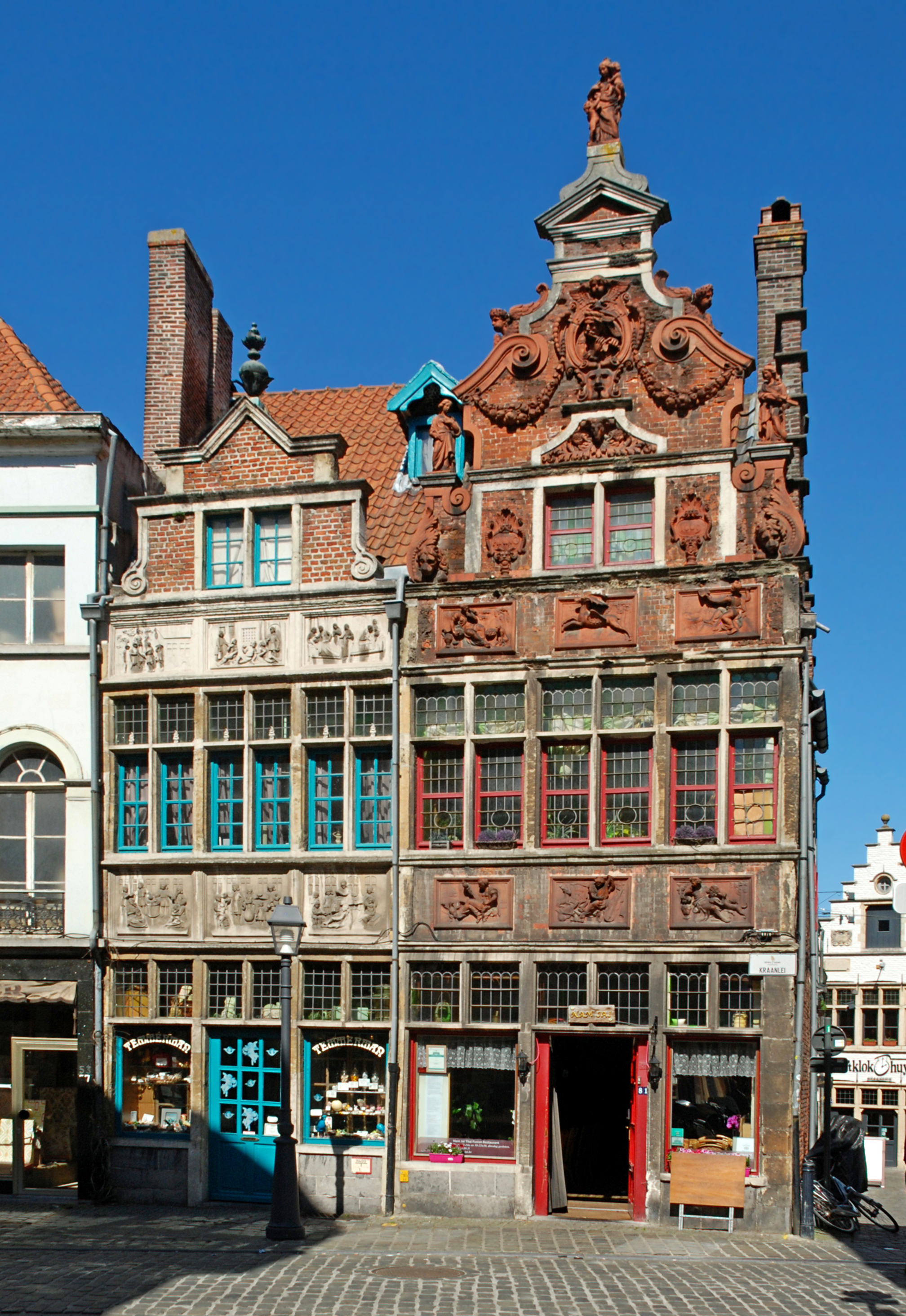
Maison des Sept Œuvres de Miséricorde et Maison du Cerf Volant.
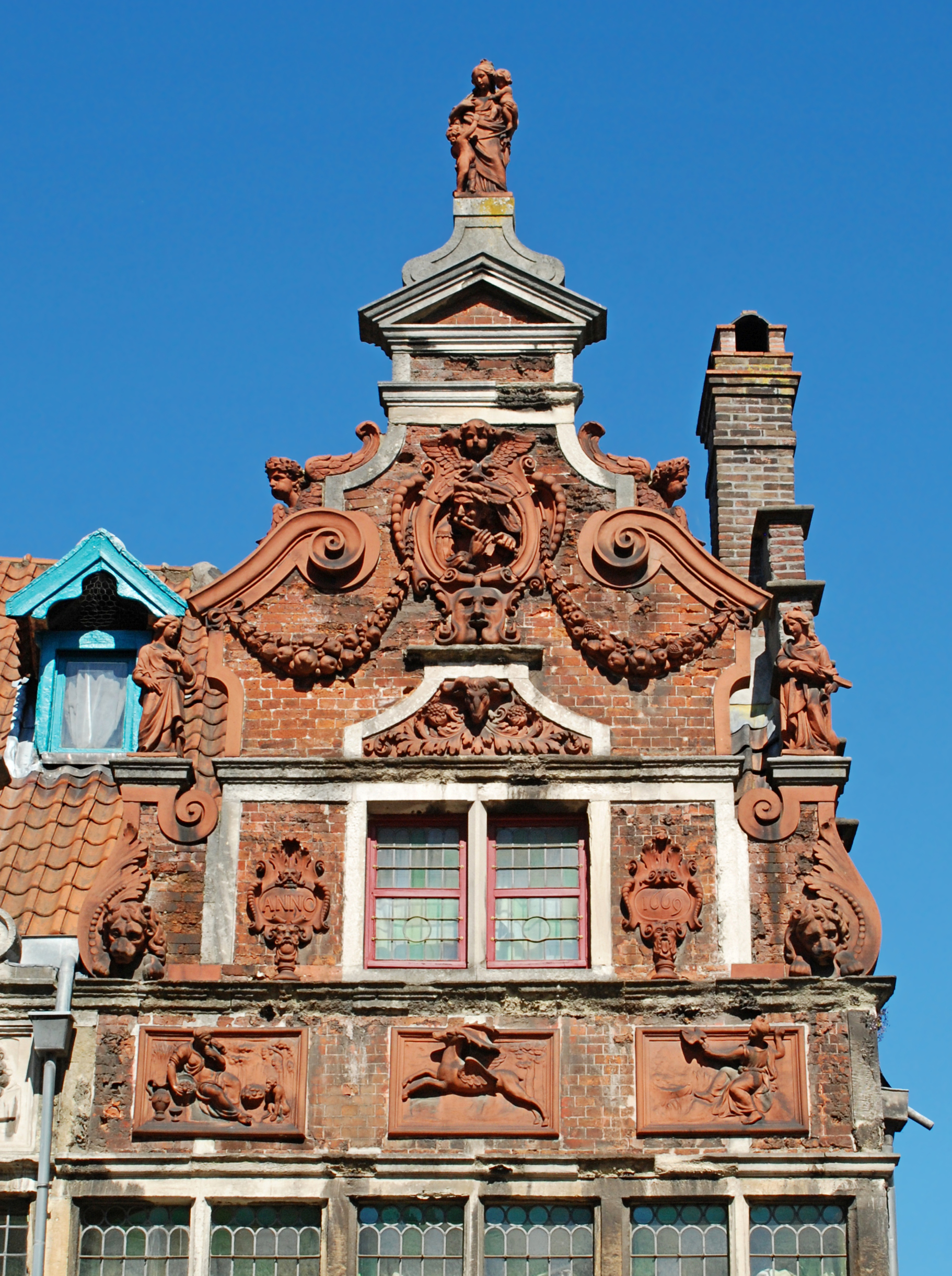
Le pignon.
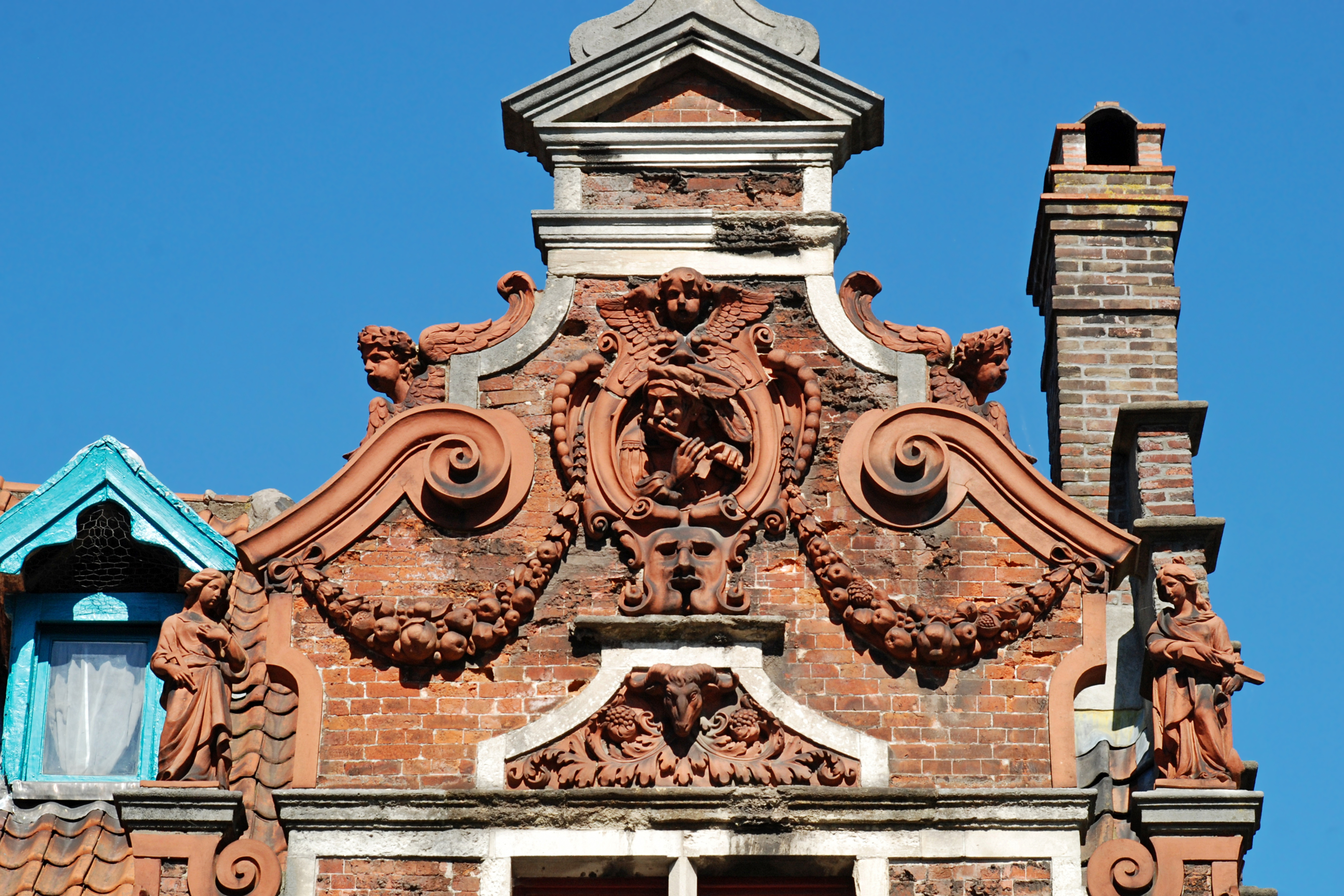
Le joueur de flûte encadré de la Foi et l'Espoir.
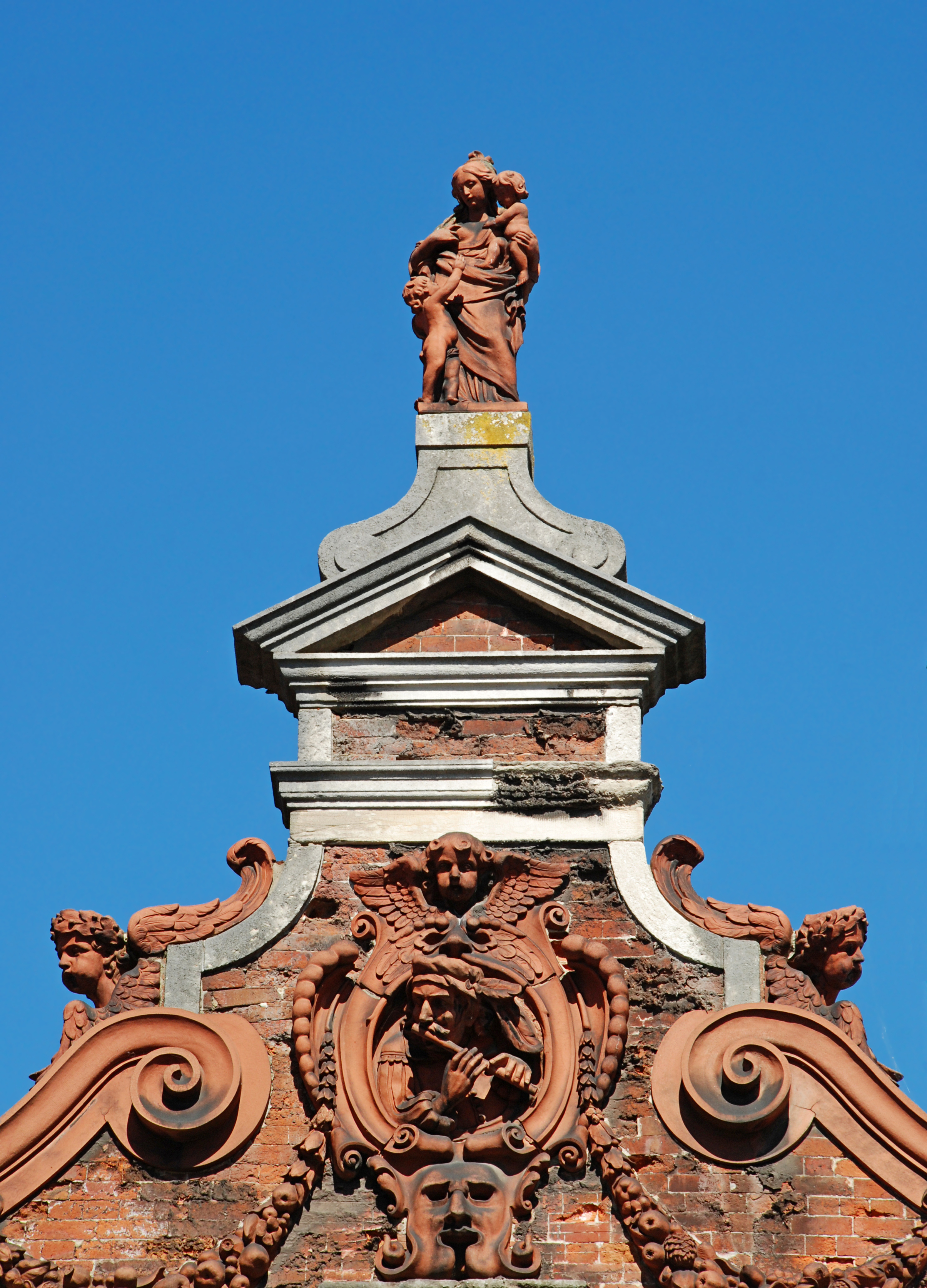
Le fronton surmonté de la Vierge à l'Enfant.